# Iker Arretxe
Iker Arretxe Nagore, llamado Arretxe II (Luzaide, Navarra, 5 de junio de 1985) es un pelotari español de pelota vasca en la modalidad de mano. Es hijo del gran pelotari campeón manomanista Fernando Arretxe.
En su palmarés consta el subcampeonato en el Manomanista de 2ª en 2006, y el título del Campeonato de mano parejas de 2ª del año 2006 y el subcampeonato del 2008.

## Palmarés
- Profesional
  - Campeón del Cuatro y Medio de promoción, 2005
  - Campeón del Campeonato de Parejas de promoción, 2006 y 2010

## Final del Manomanista de 2ª categoría
| Año  | Campeón       | Subcampeón | Tanteo | Frontón |
| ---- | ------------- | ---------- | ------ | ------- |
| 2006 | Berasaluze IX | Arretxe II | 22-21  | Labrit  |

## Final del Cuatro y Medio de 2ª categoría
| Año  | Campeón    | Subcampeón | Tanteo | Frontón |
| ---- | ---------- | ---------- | ------ | ------- |
| 2005 | Arretxe II | Retegi BI  | 22-21  | Labrit  |

## Finales del Campeonato de Parejas de 2ª categoría
| Año  | Campeones              | Subcampeones        | Tanteo | Frontón |
| ---- | ---------------------- | ------------------- | ------ | ------- |
| 2006 | Arretxe II-Begino      | Larralde-Arizmendi  | 22-12  | Labrit  |
| 2008 | Retegi BI-Argote       | Arretxe II-Eskudero | 22-2   | Labrit  |
| 2010 | Arretxe II-Ibai Zabala | Saralegi-Eskudero   | 22-7   | Labrit  |